# Lied für NRW
Lied für NRW (Песма за Северну Рајну-Вестфалију) Hier an Rhein und Ruhr und in Westfalen (Овде на Рајни и Руру и у Вестфалији) је незванична химна немаче државе Северне Рајне-Вестфалије .

## Историја
Химна је била поклон регионалне радио-дифузне станице Вестдеутсцхер Рундфунк савезној држави Северној Рајни-Вестфалији на њену 60. годишњицу. Представљен је јавности 27. августа 2006. године, на дан фестивала, у Диселдорфу, главном граду државе. На дом дану, певали су је бројни хорови и други гости, а светску премијеру је имала 23. августа 2006. године.

## Текст
Unser Land lag verbrannt in den Wunden,
die der Krieg geschlagen.
Doch mit Herz und Verstand
nahmst du dein Schicksal selber in die Hand.
Erschaffen aus Ruinen,
als man die Hoffnung endlich wiederfand.
Hier an Rhein und Ruhr und in Westfalen;
Alaaf, Helau, Glückauf für unser Land!
Рефрен:
Hier an Rhein und Ruhr und in Westfalen,
an Sieg und Ems,
im Lipperland,
hier an Rhein und Ruhr und in Westfalen,
schlägt unser Herz, lebt unser Land!
Neue Heimat, neues Glück,
viele haben’s hier bei dir gefunden.
Bauten auf die Zukunft Stück für Stück,
warf es sie auch schon manchesmal zurück.
Auf dem bunten Marktplatz der Kulturen,
da ist das Leben, da hat jeder seinen Stand.
Hier an Rhein und Ruhr und in Westfalen;
Kölsch, Alt und Pils, gemeinsam Hand in Hand!
Hier an Rhein und Ruhr und in Westfalen,
an Sieg und Ems,
im Lipperland,
hier an Rhein und Ruhr und in Westfalen,
schlägt unser Herz, lebt unser Land